# 汉语拼音
汉语拼音（Hànyǔ pīnyīn）是一種以拉丁字母為現代標準漢語標音的方案，為現代標準漢語羅馬化的國際標準規範。汉语拼音在中国大陆和新加坡作为基础教育内容全面使用，是义务教育的重要内容。在海外，漢語拼音也是全世界多數汉语學習者在學習汉字之前首先接觸到的拼音，特别是常用現代標準漢語的地区如新加坡、马来西亚、菲律宾和美国各城市唐人街等海外華人集中的地方，大部分也在汉语教育中进行汉语拼音教学。臺灣自2008年開始，中文譯音使用原則也採用漢語拼音，但地名、道路名稱和護照姓名仍可使用威妥瑪拼音、郵政式拼音、國語羅馬字、國音二式抑或通用拼音，以當地規定及個人拼法為準。
汉语拼音系统是在1950年代由包括王力、陆志韦、黎锦熙、丁西林、林汉达、韦悫、罗常培、叶籁士、周有光、吕叔湘、魏建功等在内的一群中国语言学家整合早期汉字拉丁化基础及后来各种提议而开发的。汉语拼音方案同时是将汉字转写为拉丁字母的规范方式，也是国际普遍承认的汉语拉丁转写标准。
国际标准ISO 7098（《中文罗马字母拼写法》）写道：“本国际标准解释了中国的官方语言现代标准汉语（普通话）的罗马化原则，由国务院于1956-02-06颁布的《普通话推广方针》中定义。本国际标准可用于书目、目录、索引、地名列表等的文件编制。”
《中华人民共和国国家通用语言文字法》第十八条规定：“《汉语拼音方案》是中国人名、地名和中文文献罗马字母拼写法的统一规范，并用于汉字不便或不能使用的领域。”
无论是ISO国际标准还是中国大陆法律规范，都明确指出了汉语拼音的性质和地位，即汉语普通话的拉丁拼写法或转写系统，而非汉语正寫法或汉语的文字系统。汉语拼音字母只是对方案所用拉丁字母个体的称谓，并不意味着汉语拼音是一种拼音文字（全音素文字）。

## 汉语拼音方案的制订经过
20世紀初期中文主要的音譯系統是由19世紀中葉時英國人威妥瑪建立的威妥瑪拼音系統，該系統是一套用於拼寫中文官话或普通話的羅馬拼音系統。中国民族知识分子采用拉丁字母设计汉语的注音最早可以追溯到1906年朱文熊的《江苏新字母》和1908年刘孟扬的《中国音标字书》，还有1926年的国语罗马字和1931年的拉丁化新文字。所有这些汉字拉丁化方案都为汉语拼音的制定提供了基础。
1936年埃德加·斯諾访问陕北时，发现徐特立正在苏区进行汉语拉丁化拼音方案的试验，并称这套方案基本能满足汉语拼音化的改革。此事被记入《西行漫记》一书，这套拼音方案也成为1949年中华人民共和国中央人民政府成立后大陆文字改革的基石之一。
根据中国共产党中央委员会主席毛泽东关于制定民族形式的汉语拼音文字方案的指示，中国文字改革研究委员会从1952年3月开始了以制定汉字笔画式拼音方案为主的研究工作。
1954年10月，中华人民共和国国务院总理周恩来提议设立“中国文字改革委员会”，并指示：拼音方案可以采用拉丁化，但是要能标出四声。
在试制民族形式的汉语拼音方案前后，1950年到1955年，全国各地和海外华侨共633人寄来了655个汉语拼音文字方案，文字改革研究委员会从中选择了264种，编印成《各地人士寄来汉语拼音文字方案汇编》两册，作为制定汉语拼音方案的重要参考资料。 汉语拼音文字方案大致有这样几种形式：汉字笔画式、拉丁字母式、斯拉夫字母式、几种字母的混合形式、速记式、图案式、数字形式。叶籁士、陆志韦、周有光于1956年1月起草了以拉丁字母为基础的《汉语拼音方案（草案）》。
中国文字改革委员会拼音方案委员会在1956年4月到1957年10月期间召开了十次会议，根据各界的意见讨论和修订《汉语拼音方案（草案）》，组成了由王力、陆志韦、黎锦熙参加的三人小组，由他们起草对“草案”的修正要点，并拟出一个“修正草案”。1956年6月29日，拼音方案委员会召开修订座谈会，陈毅、胡乔木出席了会议。在这次座谈会上讨论的修正草案，有王力、陆志韦、黎锦熙三人小组的一种，以及丁西林、林汉达、韦悫、黎锦熙等人的个人修正草案数种。经过讨论，决定以三人小组的草案作为修正第一式，林汉达的草案作为修正第二式。1956年8月，拼音方案委员会发表了《关于修正汉语拼音方案（草案）的初步意见》。
1956年9月26日，中国文字改革委员会主任吴玉章在中国共产党第八次全国代表大会上作《关于中国文字改革问题》的发言。发言指出，“汉语拼音方案，采用罗马字母，这是确定了的。因为拉丁字母是现代大多数的民族语言中所公用的字母，并且是为中国知识界所已经熟悉的一种字母。……拼音方案，在目前主要的用途，是为了给汉字注音和用作教学普通话的工具。”
1957年11月1日，第六十次国务院全体会议通过《关于公布〈汉语拼音方案草案〉的决议》。
|                                          | 汉语拼音方案草案，经中国文字改革委员会提出后，两年来，由中国人民政治协商会议全国委员会和各地方协商委员会组织了广泛的讨论，并且由国务院组织汉语拼音方案审订委员会加以审核修订，最后又由中国人民政治协商会议全国委员会常务委员会召开扩大会议加以审议，现在由国务院全体会议通过，准备提请全国人民代表大会下次会议讨论和批准，并且决定登报公布，让全国人民事先知道。 应用汉语拼音方案为汉字注音来帮助识字和统一读音，对于改进学校语文教学，推广普通话，扫除文盲，都将起推进作用。对于少数民族制定文字和学习汉语方面，也有重大意义。因此，这个方案草案在提请全国人民代表大会讨论和批准之后，可以在师范、中小学校，成人补习学校，扫盲教育和出版等方面逐步推行，并在实践过程中继续求得完善化。具体办法，将由教育部、文化部及其他有关单位会同中国文字改革委员会分别拟定，报告国务院批准施行。 |
| ——《关于公布〈汉语拼音方案草案〉的决议》 | |

1958年1月10日，中国人民政治协商会议全国委员会举行报告会，国务院总理兼全国政协主席周恩来作了《当前文字改革的任务》的重要报告。报告规定了中国当前文字改革的任务是：简化汉字，推广普通话，制定和推行《汉语拼音方案》。并指出：汉语拼音方案是用来为汉字注音和推广普通话的，它并不是用来代替汉字的拼音文字。汉字的前途问题（是否拼音化、拉丁化）不属于当前文字改革任务的范围。

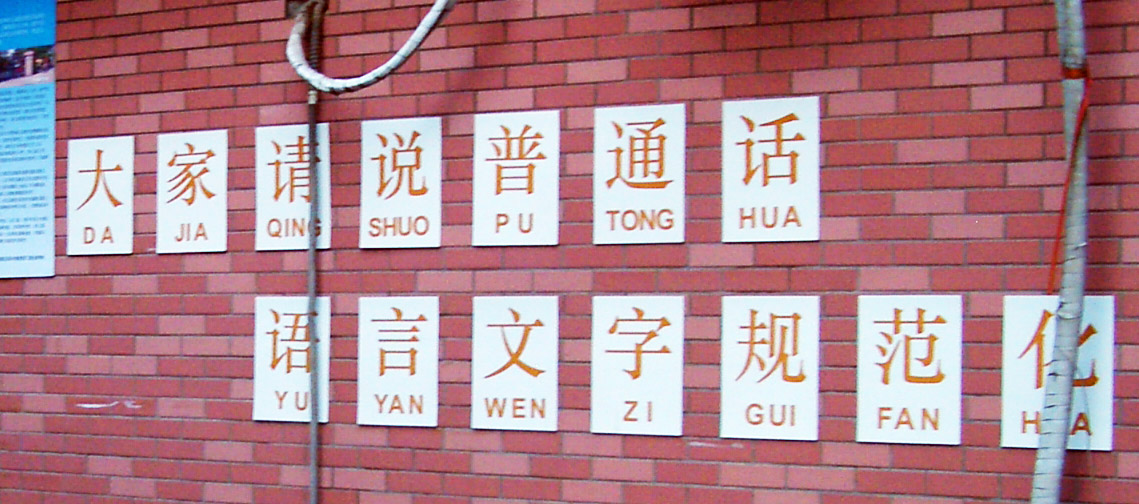
一所学校推广普通话的标语，使用汉语拼音（没有声调）注音

1958年1月27日，第一届全国人民代表大会第五次会议开始讨论《汉语拼音方案草案》。2月3日，吴玉章在第一届第五次会议上作《关于当前文字改革工作和汉语拼音方案的报告》。经过讨论后，2月11日，第一届全国人民代表大会第五次会议正式批准《汉语拼音方案》，并通过了《全国人民代表大会关于汉语拼音方案的决议》。
|                                                              | 第一届全国人民代表大会第五次会议讨论了国务院周恩来总理提出的关于汉语拼音方案草案的议案，和中国文字改革委员会吴玉章主任关于当前文字改革和汉语拼音方案的报告，决定：一、批准汉语拼音方案。二、原则同意吴玉章主任关于当前文字改革和汉语拼音方案的报告，认为应该继续简化汉字，积极推广普通话；汉语拼音方案作为帮助学习汉字和推广普通话的工具，应该首先在师范、中、小学校进行教学，积累教学经验，同时在出版等方面逐步推行，并且在实践过程中继续求得方案的进一步完善。 |
| ——《第一届全国人民代表大会第五次会议关于汉语拼音方案的决议》 | |

1965年5月12日，国家测绘总局和中国文字改革委员会于联合颁发了《少数民族语地名的汉语拼音字母音译转写法（草案）》。1976年6月进行了修订。
1977年9月，联合国第三届地名标准化会议根据“名从主人”的原则，通过了《联合国第三届地名标准化会议：关于推荐用〈汉语拼音方案〉拼写中国地名作为中国地理名称罗马字母拼法的国际标准的决议》。大会认识到：《汉语拼音方案》是中国法定的罗马字母拼音方案；中国已制定了“中国地名汉语拼音拼写法”；注意到：《汉语拼音方案》从语言学的观点来看是健全的，也极宜作为中国地理名称罗马字母拼写依据；《中华人民共和国地图（汉语拼音版）》、《汉语拼音中国地名手册（英汉对照）》以及其他资料已经在中国出版；《汉语拼音方案》已经有了广泛的应用；考虑到：经过一个适当的过渡时期后，在国际上采用汉语拼音作为中国地理名称的罗马字母拼写依据是完全可能的；因此推荐：采用汉语拼音作为国际上用罗马字母拼写中国地理名称的（惟一）系统。
1978年9月26日，国务院批转中国文字改革委员会、国家测绘总局等单位的《关于改用汉语拼音方案作为我国人名地名罗马字母拼写法的统一规范的报告》，从1979年1月1日起，中华人民共和国在对外文件、书刊中的人名、地名的罗马字母拼写，一律采用汉语拼音方案拼写。“……改用汉语拼音字母作为我国人名地名罗马字母拼法，是取代威妥玛式等各种旧拼法，消除我国人名地名在罗马字母拼写法方面长期存在混乱现象的重要措施。”中国大陆此後即直接以汉语拼音“统一”大陆地方译名，只有拉萨、内蒙古、乌鲁木齐、哈尔滨等少数民族地方可用民族語言发音译名，以《少数民族语地名汉语拼音字母音译转写法》為拼寫標準；廣州（Canton）、汕头（Swatow）、厦门（Amoy）等原来使用粤音、潮汕音、闽南音的拼写全部遭取代。
1978年9月26日，国务院批转文字改革委员会、外交部、测绘总局、地名委员会《关于改用汉语拼音方案拼写中国人名地名作为罗马字母拼写法的实施说明》第三条规定：“在各外语中地名的专名部分原则上音译，用汉语拼音字母拼写，通名部分（如省、市、自治区、江、河、湖、海等）采取意译。但在专名是单音节时，其通名应视作专名的一部分，先音译，后重复意译。例如珠江，须翻译成“Zhujiang River”。
1979年6月15日，联合国秘书处关于采用汉语拼音的通知：“……从1979年6月15日起，联合国秘书处采用汉语拼音的新拼法作为在各种拉丁字母文字中转写中华人民共和国人名和地名的标准。从这一天起，秘书处起草、翻译或发出的各种文件都用汉语拼音书写中国名称。”
1980年代初，中国地名委员会制定了《中国地名汉语拼音字母拼音规则（草案）》。
1981年1月，中国地名委员会、中华人民共和国外交部、中国文字改革委员会和国家测绘总局发表公告称，“目前国际上虽然在拼写中国地名（包括台湾的地名）时，大多数使用了汉语拼音方案，但他们在对台电信联系等方面，还是沿用旧拼法。根据中央最近确定的对台工作的方针政策，和鉴于用汉语拼音方案拼写台湾地名存在的实际问题，我们的意见是：坚持一个中国，反对“两个中国”，坚持我国在联合国地名标准化会议的提案，用汉语拼音方案拼写包括台湾在内的中国地名；同时，又要承认现实，方便使用，有利于对台工作。今后我国向外提供罗马字母地名以及出版汉语拼音版地图时，台湾地名可以在汉语拼音方案拼法的后面括注惯用旧拼法，作为过渡。在我对台邮电联系时，台湾地名也可单独使用惯用旧拼法，作为一种变通的过渡办法。”
1982年，国际标准化组织发出ISO 7098号文件（中文罗马字母拼写法）采用《汉语拼音方案》进行中文罗马字母拼写，1991年修订。
1984年12月25日，中国地名委员会、中国文字改革委员会和国家测绘局联合发布了《中国地名汉语拼音拼写规则（汉语部分）》。
1986年1月23日国务院发布《地名管理条例》，“第八条：中国地名的罗马字母拼写，以国家公布的《汉语拼音方案》作为统一规范。拼写细则，由中国地名委员会制定。”
1996年1月发布国家标准GB/T 16159-1996《汉语拼音正词法基本规则》，1996年7月实施。
2000年10月31日第九届全国人民代表大会常务委员会第十八次会议通过中华人民共和国国家通用语言文字法（2001年1月1日起施行），又一次确立了汉语拼音方案的法律地位。第十八条规定“国家通用语言文字以《汉语拼音方案》作为拼写和注音工具。《汉语拼音方案》是中国人名、地名和中文文献罗马字母拼写法的统一规范，并用于汉字不便或不能使用的领域。初等教育应当进行汉语拼音教学。”其中给出了“《汉语拼音方案》”的定义和使用范围，并且要求初等教育的汉语拼音教学。
2008年1月25日15时，中华人民共和国教育部举行2008年第1次例行新闻发布会介绍《汉语拼音方案》颁布50周年纪念活动有关内容及汉语拼音推行情况。
2011年10月发布国家标准GB/T 28039-2011《中国人名汉语拼音字母拼写规则》，2012年2月实施。其中规定：“姓和名分写，姓在前，名在后，姓名之间用空格分开。”因而中国人姓名用汉语拼音拼写时如果名字在前、姓氏在后，是不符合推荐性国家标准的。
2012年6月29日，经国家质量监督检验检疫总局、国家标准化管理委员会批准，发布《汉语拼音正词法基本规则》的修订版GB/T 16159-2012，2012年10月1日实施。其中对原标准中关于非汉语人名、地名的汉语拼音拼写规则进行了修改。
2008年9月16日，中華民國（馬英九政府）行政院跨部会议通过提案，放弃此前使用通用拼音的政策，改採漢語拼音為譯音標準，並從2009年1月1日起實施。
1971年，新加坡引进《汉语拼音方案》，新加坡小学华文第二语文课本同时使用汉语拼音和注音字母注音。1972年，新的中学华文第二语文课本开始仅用汉语拼音注音。1974年，新加坡教育部正式宣布以汉语拼音取代注音字母，逐步实施，直至1979年全面采用汉语拼音。或许因担心学生同时学习英文、汉语拼音可能引发混淆，新加坡教育部决定，自1980年起，小四才开始教汉语拼音，直至小六。1992年，新加坡教育部规定，学校可根据实际情况自行决定自小二下学期或小三开始教汉语拼音。1993年，新加坡教育部决定自小一开始全面实施汉语拼音教学。2015年，新加坡出版小学华文课本《欢乐伙伴》，要求汉语拼音采用“分词连写”。

## 拼音字母表

汉语拼音字母表

### 概說
| 字母   | Aa | Bb   | Cc   | Dd   | Ee | Ff   | Gg   | Hh   | Ii | Jj     | Kk   | Ll   | Mm   | Nn   | Oo | Pp   | Qq     | Rr   | Ss   | Tt   | Uu | Vv   | Ww   | Xx   | Yy   | Zz   |
| 名称音 | a  | bê   | cê   | dê   | e  | êf   | gê   | ha   | yi | jie    | kê   | êl   | êm   | nê   | o  | pê   | qiu    | ar   | ês   | tê   | wu | vê   | wa   | xi   | ya   | zê   |
| 注音   | ㄚ | ㄅㄝ | ㄘㄝ | ㄉㄝ | ㄜ | ㄝㄈ | ㄍㄝ | ㄏㄚ | ㄧ | ㄐㄧㄝ | ㄎㄝ | ㄝㄌ | ㄝㄇ | ㄋㄝ | ㄛ | ㄆㄝ | ㄑㄧㄡ | ㄚㄦ | ㄝㄙ | ㄊㄝ | ㄨ | ㄪㄝ | ㄨㄚ | ㄒㄧ | ㄧㄚ | ㄗㄝ |

注：
- 字母的读音与英语等使用的拉丁字母不同。
- 字母V（注音ㄪ），只用来拼写外来语、少数民族语言和方言。V一般对应濁唇齒擦音。
- 字母的手写体依照拉丁字母的一般书写习惯。
- 专有名词如人名、地名，第一个字母应大写。

汉语拼音采用拉丁字母及其組合和一些附加符号表示汉语的发音。对应汉语音系学及汉语音韵学的汉语音节结构划分，汉语拼音的形式构成也分为声母、韵母和声调三部分。
根据汉语拼音方案《字母表》的规定，汉语拼音使用26个现代基本拉丁字母，有大小写之分，字母顺序与英语字母表一致。其中字母V/v，在方案中规定为“拼写外来语、少数民族语言和方言”之用。由于汉语拼音的实际职能仅限于拼写汉语普通话，如今这条规定已然无人问津。不过，字母V/v目前又作为一个键位成为《汉语拼音方案的通用键盘表示规范》为不能省略两点附加符号的字母规定的通用键盘替代表示。
汉语拼音方案还使用了一些附加符号，主要是声调符号和字母上的两点符号。前者与字母的组合虽然数目有限，但具体和哪个字母形成组合其实都是临时的，因为一个声调符号就表示了整个音节的高低变化，即表示了一种“超音段音位”；后者来源于德语的元音变音字母（Umlaut），与字母u的组合固定地表示一个元音（[y]），威妥玛拼音也有此用法。汉语拼音方案还规定了扬抑符的使用，用在之上，形成，依次表示一个单元音韵母（[ɛ]）和三个卷舌塞擦音声母，这样的用法罕见于日常。
字母名称的发音设定是为了方便诵读和称呼、按字母表顺序记忆所有字母。现代中文字典及各类中文词典多数按照拼音字母表的顺序排列，在知道发音的前提下，可按字母顺序直接翻到所查字或词条，如同在英文词典中查找单词一样。实际上现在中國大陸中小學汉语拼音教学基本不使用名称音，直接按对应的聲韻母读音称呼字母。

### 声母
汉语中每个音节起始处的辅音可以构成声母。汉语拼音方案《声母表》规定的声母符号一共有21个（不含w、y），按照原顺序排列如下：
| 字母 | b     | p     | m     | f     | d     | t     | n     | l     |
| 发音 | ㄅ 玻 | ㄆ 坡 | ㄇ 摸 | ㄈ 佛 | ㄉ 得 | ㄊ 特 | ㄋ 讷 | ㄌ 勒 |

| 字母 | g     | k     | h     |  | j     | q     | x     |  |
| 发音 | ㄍ 哥 | ㄎ 科 | ㄏ 喝 |  | ㄐ 基 | ㄑ 欺 | ㄒ 希 |  |

| 字母 | zh    | ch    | sh    | r     | z     | c     | s     |
| 发音 | ㄓ 知 | ㄔ 蚩 | ㄕ 诗 | ㄖ 日 | ㄗ 资 | ㄘ 雌 | ㄙ 思 |

方案规定，在给汉字注音的时候，为了使拼式简短，zh、ch、sh可以省作ẑ、ĉ、ŝ，ng可以省作ŋ，然而这几个符号并不常用。
由注音符号演变而来的传统汉语拼音声母排序如下
| b p m f | d t n l | g k h | j q x | zh ch sh r | z c s |

按照声母所对应辅音的发音部位－发音方法分布，列表如下（方括号中是国际音标，下排為注音符號及威妥瑪拼音）：
|        |        | 雙唇音       | 唇齒音     | 齒齦音         | 翘舌音          | 齦顎音          | 軟顎音       |
| ------ | ------ | ------------ | ---------- | -------------- | --------------- | --------------- | ------------ |
| 塞音   | 不送气 | b [p] ㄅ p   |            | d [t] ㄉ t     |                 |                 | g [k] ㄍ k   |
| 塞音   | 送气   | p [pʰ] ㄆ p' |            | t [tʰ] ㄊ t'   |                 |                 | k [kʰ] ㄎ k' |
| 鼻音   | 濁音   | m [m] ㄇ m   |            | n [n] ㄋ n     |                 |                 |              |
| 塞擦音 | 不送气 |              |            | z [ts] ㄗ ts   | zh [ʈʂ] ㄓ ch   | j [tɕ] ㄐ chi   |              |
| 塞擦音 | 送气   |              |            | c [tsʰ] ㄘ ts' | ch [ʈʂʰ] ㄔ ch' | q [tɕʰ] ㄑ ch'i |              |
| 擦音   | 清音   |              | f [f] ㄈ f | s [s] ㄙ s     | sh [ʂ] ㄕ sh    | x [ɕ] ㄒ hs     | h [x] ㄏ h   |
| 近音   | 濁音   |              |            |                | r [ɻ] ㄖ j      |                 |              |
| 邊音   | 濁音   |              |            | l [l] ㄌ l     |                 |                 |              |

注：ng在普通话中用於韵母，在某些方言以及老國音中则可作声母。

### 韵母
汉语拼音中一共有38个韵母，見下表：
|                | 開口呼                 | 齊齒呼                            | 合口呼                            | 撮口呼                         |
| -------------- | ---------------------- | --------------------------------- | --------------------------------- | ------------------------------ |
| 單 元 音 韻 母 | -i [ɿ]、[ʅ] ㄭ 时      | i [i] / yi [ji] 丨 衣             | u [u] / wu [wu] ㄨ 乌             | ü [y] / yu [ɥy] ㄩ 迂          |
| 單 元 音 韻 母 | a [ä] ㄚ 啊            | ia [i̯ä] / ya [jä] 丨ㄚ 呀         | ua [u̯ä] / wa [wä] ㄨㄚ 蛙         |                                |
| 單 元 音 韻 母 | o [ɔ] ㄛ 喔            |                                   | uo [u̯o] / wo [wo] ㄨㄛ 窝         |                                |
| 單 元 音 韻 母 | e [ɤ] ㄜ 鹅            |                                   |                                   |                                |
| 單 元 音 韻 母 | ê [ɛ] ㄝ 诶            | ie [i̯ɛ] / ye [jɛ] 丨ㄝ 耶         |                                   | üe [y̯ɛ] / yue [ɥɛ] ㄩㄝ 约     |
| 單 元 音 韻 母 | er [ɐɚ̯] ㄦ 儿          |                                   |                                   |                                |
| 複 元 音 韻 母 | ai [aɪ̯] ㄞ 哀          |                                   | uai [u̯aɪ̯] / wai [waɪ̯] ㄨㄞ 歪     |                                |
| 複 元 音 韻 母 | ei [eɪ̯] ㄟ 诶          |                                   | uei(ui) [u̯eɪ̯] / wei [weɪ̯] ㄨㄟ 威 |                                |
| 複 元 音 韻 母 | ao [ɑʊ̯] ㄠ 熬          | iao [i̯ɑʊ̯] / yao [jɑʊ̯] 丨ㄠ 腰     |                                   |                                |
| 複 元 音 韻 母 | ou [oʊ̯] ㄡ 欧          | iou(iu) [i̯oʊ̯] / you [joʊ̯] 丨ㄡ 优 |                                   |                                |
| 帶 鼻 音 韻 母 | an [an] ㄢ 安          | ian [i̯ɛn] / yan [jɛn] 丨ㄢ 烟     | uan [u̯an] / wan [wan] ㄨㄢ 弯     | üan [y̯ɛn] / yuan [ɥɛn] ㄩㄢ 冤 |
| 帶 鼻 音 韻 母 | en [ən] ㄣ 恩          |                                   | uen(un) [u̯ən] / wen [wən] ㄨㄣ 温 |                                |
| 帶 鼻 音 韻 母 |                        | in [in] / yin [jin] 丨ㄣ 因       |                                   | ün [yn] / yun [ɥyn] ㄩㄣ 晕    |
| 帶 鼻 音 韻 母 | ang [ɑŋ] ㄤ 昂         | iang [i̯ɑŋ] / yang [jɑŋ] 丨ㄤ 央   | uang [u̯ɑŋ] / wang [wɑŋ] ㄨㄤ 汪   |                                |
| 帶 鼻 音 韻 母 | eng [ɤŋ] ㄥ 亨的韵母   | ing [iŋ] / ying [jiŋ] 丨ㄥ 英     | ueng [u̯əŋ] / weng [wəŋ] ㄨㄥ 翁   |                                |
| 帶 鼻 音 韻 母 | ong [ʊŋ] ㄨㄥ 轰的韵母 | iong [i̯ʊŋ] / yong [yʊŋ] ㄩㄥ 雍   |                                   |                                |

注释：
1. “知、蚩、诗、日、资、雌、思”等七个音节的韵母用 i，即：知、蚩、诗、日、资、雌、思等字拼作 zhi, chi, shi, ri, zi, ci, si。
2. 韵母ㄦ写成 er，用作韵尾的时候写成 r。例如：“儿童”拼作 ertong，“花儿”拼作 huar。
3. 韵母ㄝ单独使用的时候写成ê。
4. i 列的韵母，前面没有声母的时候，写成 yi（衣）、ya（呀）、ye（耶）、yao（腰）、you（优）、yan（烟）、yin（因）、yang（央）、ying（英）、yong（雍）。
5. u 列的韵母，前面没有声母的时候，写成 wu（乌）、wa（蛙）、wo（窝）、wai（歪）、wei（威）、wan（弯）、wen（温）、wang（汪）、weng（翁）。
6. ü 列的韵母，前面没有声母的时候，写成 yu（迂）、yue（约）、yuan（冤）、yun（晕）；ü 上两点省略。
7. ü 列的韵母跟声母 j、q、x 拼的时候，写成 ju（居）、qu（区）、xu（虚），ü上两点省略；但是跟声母 l、n 拼的时候，仍然写成 lü（吕）、nü（女）。
8. iou、uei、uen 前面加声母的时候，写成 iu、ui、un，例如 niu（牛）、gui（归）、lun（论）。
9. 在给汉字注音的时候，为了使拼式简短[註 7]，ng 可以省作 ŋ，zh、sh、ch 可省作 ẑ、ŝ、ĉ。
10. ㄨㄥ有兩種寫法：ㄨㄥ若之前沒有加其他聲母時，單純的發為「ㄨ+ㄥ」（/wəŋ/），此時拼音寫成ueng。若前方有聲母，則會發為「ㄨ+ㄫ」（/ʊŋ/），此時拼音寫成-ong（而非-ueng）。

#### 韵母的分类
按照韵母的结构和发音特点，普通话韵母可作不同的分类。
- 按韵母的结构分类：普通话韵母按结构可分为单韵母、复韵母和鼻韵母三类。
- 按韵母的口形分类：韵母可根据韵头分为四类，称为四呼，即開口呼（a、o、e、ê）、齊齒呼（i）、合口呼（u）和撮口呼（ü）。汉语拼音的韵母表就是按此排列的[註 8]。

#### 韻頭、韻腹、韻尾
复韵母由韻頭、韻腹、韻尾組成：
- 韵母只有一个元音（如a），或者一个元音带一个鼻辅音（如an）的话，该元音称为韵腹，所带的鼻辅音称为韵尾。
- 韵母若由两个元音构成（如ao、ie），开口度较大的元音为韵腹，余下的元音若在韵腹前则称为韵头（又称介音），若在韵腹后则称为韵尾。
- 韵母有三个元音（如iou），或者两个元音带一个鼻辅音（如ueng）的话，则中间的元音是韵腹，第一个元音是韵头，韵腹后的元音或鼻辅音为韵尾。

#### bo、po、mo、fo 的發音
唇音聲母b、p、m、f沒有開合的對立，與後元音o相拼時，受其為圓唇元音的影響 ，於聲母後產生合口介音u。因此，bo、po、mo、fo的實際發音為/pu̯o/、/pʰu̯o/、/mu̯o/、/fu̯o/，可視作buo、puo、muo、fuo之省略，注音符號的拼寫亦有相同情形。

## 書寫規則

### 字型
汉语拼音方案公布时，小写字母a和g采用了单层写法“ɑ”和“ɡ”，而字母“y”则使用三角形字怀的写法。这些印刷上的习惯一直沿用，影响到了学习者的书写，在中國大陸初等教育體系中若寫爲其他字體形式有時会有被判錯的情形。《汉语拼音方案》本身并没有规定用哪种字体——方案规定：“字母的手写体依照拉丁字母的一般书写习惯”。
中国大陆正规的语言学专著、语文教材和对外汉语教学出版物多采取这样的字形。方正出品的中文字库也大多采用这一设计，从而出现西文字符设计不统一的现象。这一举措的初衷是由于担心初学拼音字母的学童在书写中去机械模仿常见印刷体a和g的字形。但是现代的字符编码与文字排印技术下，很多人并不能很好地处理这一问题，关于汉语拼音字形的不必要争论也仍在继续。

### 声调

普通话四声调值用曲线法表示

现代汉语普通话中有四个声调以及轻声，其声调符号借鉴了五度标记法：
- 第一声（阴平，或平调，¯）：

ā (ɑ̄) ē ī ō ū ǖ Ā Ē Ī Ō Ū Ǖ
- 第二声（阳平，或升调，ˊ）：

á (ɑ́) é í ó ú ǘ Á É Í Ó Ú Ǘ
- 第三声（上声，或上音，ˇ）：

ǎ (ɑ̌) ě ǐ ǒ ǔ ǚ Ǎ Ě Ǐ Ǒ Ǔ Ǚ
- 第四声（去声，或去音，ˋ）：

à (ɑ̀) è ì ò ù ǜ À È Ì Ò Ù Ǜ
- 轻声，不标符号：

a (ɑ) e i o u ü A E I O U Ü
阳平符号从左下写起（提），去声符号从左上写起。
每个汉字由韵母和声母配合构成一个音节构成。在韵母上部应该标出声调，为了方便也可省略。
汉语拼音中标声调位置的規則如下：
1. 標在最前面的a、o或e，例如舞蹈（dǎo）。
2. 如果没有a、o或e，則標在最後面的i、u或ü，例如長久（jiǔ）、配對（duì）。

另外一種表述如下：
1. 依照a、eo、iuü的順序標記在最先出現的字母上，但若有iu或ui組合，則標在後面的i或u（也就是說，有iu組合時標記在u上，有ui組合時標記在i上）。

声调一律标原调，不标变调。但是在语音教学时可以根据需要按变调标写。
和注音聲調的區別是，漢語拼音第一聲必須標「¯」，而不能像注音那樣常常省略聲調。在漢語拼音中不標註聲調表示是輕聲，而並非第一聲。

### 鼻音
音調符號可以直接標在 m 與 n 之上表示鼻音，例如 ḿ、m̀、ń、ň、ǹ 用來拼寫「呒」、「呣」、「唔」、「嗯」等字的讀音。

### 轻声
轻声在汉语拼音中不标调，如：你们（nǐmen）。而某些辞书上是通过在音节前加点的方式来表示轻声，如：你们（nǐ·men）。

### 儿化
发音为单韵母“er”（注音符号：ㄦ）的字（如：儿、尔、耳）做韵尾时的音变为r。
读处于词尾的“儿”字时，只保留卷舌的动作，与前一个音节融合成一个音节。在拼音中写作r。

### 隔音符号
a、o、e 开头的音节连接在其他音节后面的时候要使用隔音符号（'）。其中《方案》（1958）只要求在音节的界限发生混淆时使用：
- （酷爱）
- （西安）
- （嫦娥）

但《方案》诸作者之前（林曦 1955）、之后（周有光 1961）的文献都认为，在不混淆的情况下也应该使用隔音符号：
- （悲哀）
- （骄傲）
- （东安）

在《中国地名汉语拼音字母拼写规则（汉语地名部分）》（1984）中，也表述为“凡以a、o、e开头的非第一音节，在a、o、e前用隔音符号隔开”：
- （西安）
- （建瓯）
- （天峨）

2012年的《正字法》第6.1.12.1节也在没有发生混淆的情况下使用了隔音符号： （总而言之）。

### 正词法
汉语拼音的正词法由《汉语拼音正词法基本规则》（GB/T 16159-2012）给出。
汉语拼音正词法的基本原则和英语相似。词语之间用空格分开，每句话开头要大写，专有名词也要大写。
原则上汉语拼音以词为基本单位进行拼写（例如：幼儿→）。对于组合而成、表明整体概念的词，分两种情况：音节不超过三个的连写（例如：维基娘→），不然应尽量分词写出：维基百科可以拆为，但例如“古生物學家”这作为一个整体的词不可分割，写作。（§5）
汉语拼音正词法也指定了一套分词规则：（§6）
1. 名词和后面的方位词分写，但成词者不拆开：[26]（§6.1.1）
  - 网上→
  - 网上邻居→
2. 动词和动态助词“着”、“了”、“过”连写。（§6.1.2.1）句末的“了”属语气助词，不连。（§6.1.2.2）
  - 破坏了→
  - 这锅子我背了→

汉语拼音的首字母缩写、大小写、换行、标点使用和英语的相关规则相似：
- 首字母缩写
  - 单个词者，取每个音节的首字母。维基→→
  - 多个词者，取每个单词的首字母。新华字典→→
  - 缩写后可带句号空格。, 
  - 人名缩写时保留姓氏。诸葛孔明→→。
- 大小写
  - 每句话的第一句要大写。
  - 专有名词，如“维基百科”，在每个词的首字母大写，或者全部大写。

## 字母词读音
对于由汉语拼音首字母缩略而成的字母词或代号，在实际运用中的读音一般没有统一规定的标准，可以选用以下的三种常见读法：
1. 读如原汉字读音
2. 读如英文字母发音
3. 读如汉语拼音字母读音，比较少见

但部分情况下，存在规范读法。中国大陆旅客列车车次的读法就是其中一例：
按规定，车次中的字母应读作按照其所代表的汉字的读音来读，如“K388次”应读作“快三百八十八次”，“L4000次”读作“临四〇〇〇次”，“G7001次”读作“高七〇〇一次”等。

## j、q、x等字母的来源
拼音中j、q、x的讀法跟大多數印欧语系语的字母讀法有所不同，使得没有学习过漢語拼音的人大都無法正確發音。至於为何採上述三個字母，原因一半為了易於輸入，一半為了一致性。
在汉语和英语键盘上輸入ASCII以外的字母（即A-Z以外的所有字母，即英文字母）困难性較高，故拼音的一個設計原則是尽量避免使用带副标（变音符号）的罗马字母（如：á à ã ä â），這也是ü可以用u、v或yu代替的原因（某些情况下必须写u）。既然拼音只可以使用A-Z，则其他音位編排了「b, p, m, f」後餘下的字母只有j、q、x。雖然可以採用复合字母ch, sh代表[tɕʰ]和[ɕ]，但這會導致兩個問題：一、j ch sh 是一組，但j用一個字母而ch sh兩個字母導致拼音方案不整齊；二、到了zh ch sh的時候會導致衝突。
另外，漢語拼音中同一字母的同位异音其實根本就不少，在教學中也沒出現多少問題。
- j的发音与英语的j的发音较为接近，所以用j表示。
- q在绝大多数语言中发音为[k]，与汉语发音不同。采用q的原因在于，读q的團音字古代读[k]或[kʰ]，这种现象在一些南方汉语中还有保留，例如闽南语中“气”，念做[kʰi˦˩]，“棋”念做[ki˨˦]。另外在阿尔巴尼亚语裡q的发音近似汉语拼音q。
- 普通話的聲母[x]在漢語拼音中用字母h表示，比如“航”[xaŋ]拼音寫作hang。聲母為漢語拼音x的團音字古代读[x]，这种现象在一些南方汉语里还有保留，如闽北语等南方語言里，“下”念做[xa˦˦]。另外，普通話的聲母[ɕ]在汉语拼音中用字母x表示，在拉丁化新文字中xi表示，而巴斯克语和葡萄牙语中，x发音为[ʃ]，较为接近[27]，现代越南语字母中的x表示今音为[s]，古音为[ɕ]的声母。

## 功能
汉语拼音对普及识字以及初等教育起了很大的作用。同时它也为语源学汉语与其他语言的比较提供了一个非常重要的工具。此套拼音更规范于普通话的发音，系统地体现了普通話发音的规则。
随着電腦的普及，汉语拼音输入法也是一种常用的中文输入法。
由于汉语拼音是一种只书写读音的体系，无法取代汉字。用汉语拼音拼写汉字的文章很难懂，因此，它不是一种正式的书写方式，而是汉语的一种辅助工具。汉语拼音是汉语罗马化的统一规范，用于汉字不方便或者无法使用的领域。

### 汉语拼音化
由于汉字复杂，学习需時，并且不如英文输入计算机般直接，热衷汉语文字改革的爱好者为了发展出拉丁化的汉语拼音文字，正在汉语拼音方案的基础上研究分词连写和分化定型同音词等问题。中国语文现代化学会为在中国大陆实现所谓“一语双文”而进行了一些研究。
自从1986年初废除第二批简化字以来，中华人民共和国政府采用了以维持现状，追求语言文字使用的连续性和稳定性为主的语言文字政策，放弃了“汉字拉丁化”的计划。

### 拼音排检法
拼音排檢法根據《漢語拼音方案》所採用的「Aa,Bb,Cc,...,Zz」基本拉丁字母表的順序來排列漢語的單字和詞語，屬於國際通用的字母順序(alphabetical order)排檢法。 《新華字典》、《現代漢語詞典》和《牛津英漢-漢英詞典》(Oxford Chinese Dictionary)等許多現代辭書正文都採用漢語拼音排檢法。

## 问题

### 讀音
- q、x所表示的音与大多数语言的读音相差极大，非母語者容易误读。例如，英语q通常作/k/音，x通常用来表示词中的/ks/音，在极少数以x开头的词汇读/z/。虽然q、x所表示的音从历史语言学的角度而言有一定道理（见上面“j、q、x的来源”一节），但对于不了解汉语的人而言，是很难懂的。
- 由於以浊音字母（b、d、g）表示不送气清音，导致在學習有浊音的語言如闽南语、吴语、日語等時，教学中遇到不少困难，不少人受漢語拼音影響而无法正确发出浊音。
  - 尤其是考虑到汉语拼音采用拉丁字母，这样，汉语拼音用浊音字母表示不送气清音的习惯，会对其他采用拉丁字母的语言的学习造成严重的负迁移现象。
  - 例如，受到汉语拼音影响的英语学习者，常将英文的[b]音误解为汉语拼音中以b表示的不送气清音[p]。相同的现象见于德语等語言。至于法语、西班牙语等缺少送气清爆破音的语言，受到汉语拼音影响的初学者更是对于p/b、k/g、t/d的对立无所适从，因为对这一人群而言，这两组音的听感是近似的，且都应该用汉语拼音字母b、g、d表达。
- 由於拼音尽量减省字母尽量达成能够只用一个字母分别表示声母、韵母、介音的效果，同一拼音字母出现在不同位置或不同的组合可能出现不同的发音，学习者发音时须将减省的发音还原而并非直觉的一字对一音[註 12]，如“哥”和“给”中的e音素不同；j、q、x后的ü省去两点与介音“-u-”有两个音值而只用一个字母标不同；i有两个音值“即”和“至”，均用i标导致很多非官话语言区的中年人读不准;-ian、-üan（注意：-üan前接声母时省去两点，简写为-uan）中的a并不读/a/而是/ɛ/，不少非官话语言区的中年人会将“远”读成/jwan/，增加了学习者的困难。[註 13]

### 電腦處理
- ü 这一字母不便于用常用的美式鍵盤作电脑输入，主流的汉语拼音输入法中都以v代替输入。英语中没有这一字母，因此，带有这一字母的汉语人名、地名转写为英语时，有时只好将两点省去，写为u，引起混淆，例如女娲被转写为Nuwa；或直接跟随输入法使用“v”代替，多见于名称中含“绿”字的中国内地地铁车站，英文站名均被转写为“Lv”。中華人民共和國自發行電子護照以來，對人名中的「ü」都轉寫成「yu」，如呂姓一律作「Lyu」[14][28][註 14]。2011年10月发布国家标准GB/T 28039-2011《中国人名汉语拼音字母拼写规则》明文规定：“根据技术处理的特殊需要，必要的场合（如公民护照、对外文件和书刊等），大写字母Ü可以用YU代替。例如: Lǚ Hépíng 拼写为: LYU HEPING 吕和平”。另外一個類似的問題是字母ê，但該問題的嚴重性比ü要小得多，因為大部分ê在拼音中皆已省略為e而不造成混淆，比如ye，yue等的e其實都是ê（ㄝ）而並非e（ㄜ）。可以這樣省略的原因是普通話中並無yi+e（丨ㄜ），yu+e（ㄩㄜ）這樣的音節。而唯一可能出現混淆的是單獨出現ê的情況，因為普通話中同時存在ê（ㄝ）和e（ㄜ）這兩個音，實際上單獨的ê常常會改拼為ei，而ê常常完全不使用，比如絕大部分拼音輸入法無法輸入ê，若想輸入「誒」和「欸」等ê（ㄝ）讀音的漢字，則只能輸成「ei」。很多教材也不教該字母，aoe後面直接是iuü，而將ê完全無視。
- 沒有統一的軟件實施方案
  - 汉语拼音用声调附标的方式表示声调，需要使用专门的方式输入，比如符号库 （页面存档备份，存于）。
  - 因上一點，大多输入是用决策树和人工智能來估計常見字、詞。
  - 汉语拼音方案的原文使用了手写体的单层 a、g，不少书籍排版时试图与其保持一致。不过国家标准对于这两个字母的形状没有特别规定，且教育部也推荐按照普通拉丁字母样式书写。[18]（3.3.4.1:8,9）方案本身也称：“字母的手写体依照拉丁字母的一般书写习惯。”
  - 有些軟件無法直寫，垂直排版時必須旋轉90度。

## 对其他语言拼音的影响
中国的少数民族语言（包括藏语拼音、新维文）、汉语方言的新创文字都受到汉语拼音的影响。
- 送气清音和不送气清音写作p、t、k和b、d、g，如：藏语拼音、闽南方言拼音方案等。
- 汉语普通话中无浊塞音，因此遇到有浊塞音的语言，浊塞音要用双写字母，写成bb、dd、gg，如：藏语拼音、闽南方言拼音方案等；另外一些拼音方案，浊塞音要在原不送气清音后加上h，写成bh、dh、gh，如：潮州话拼音方案等。
- 汉语普通话中无尖音，因此遇到有尖音的语言，尖音字“祭”、“妻”、“西”用zi、ci、si表示[tsi]、[tsʰi]、[si]，“子”、“次”、“四”另用zy、cy、sy表示[tsɿ]、[tsʰɿ]、[sɿ]，如：南京官話拼音方案。
- j、q、x所表示的音与汉语拼音的基本一致，如：藏语拼音、南京話拼音。

## Unicode输入码位
根据ISO 7098:2015《信息与文献——中文罗马字母拼写法》（英語：Information and Documentation: Chinese Romanization），汉语拼音所使用的四声字符应当使用组合附加符号内的字符，而非使用注音符号使用的间距修饰字符，而组合后的常用带调拼音字符因收录于GB/T 2312与其后的GBK和GB 18030内，因此Unicode也收录了汉语拼音内的常用带调拼音字符。
基于 GB/T 16159《汉语拼音正词法基本原则》，所有拼音都需要对应的大小写字母以在句子开始时大写，或者在代表专有名词时使用。
| 字母 | 字母         | 阴平              | 阳平       | 上声              | 去声              |
| --- | ------------ | ----------------- | ---------- | ----------------- | ----------------- |
| 组合附加符号 | 组合附加符号 | ̄ (U+0304)         | ́ (U+0301)  | ̌ (U+030C)         | ̀ (U+0300)         |
| 常用音节 |              |                   |            |                   |                   |
| 大写 | A            | Ā (U+0100)        | Á (U+00C1) | Ǎ (U+01CD)        | À (U+00C0)        |
| 大写 | E            | Ē (U+0112)        | É (U+00C9) | Ě (U+011A)        | È (U+00C8)        |
| 大写 | I            | Ī (U+012A)        | Í (U+00CD) | Ǐ (U+01CF)        | Ì (U+00CC)        |
| 大写 | O            | Ō (U+014C)        | Ó (U+00D3) | Ǒ (U+01D1)        | Ò (U+00D2)        |
| 大写 | U            | Ū (U+016A)        | Ú (U+00DA) | Ǔ (U+01D3)        | Ù (U+00D9)        |
| 大写 | Ü (U+00DC)   | Ǖ (U+01D5)        | Ǘ (U+01D7) | Ǚ (U+01D9)        | Ǜ (U+01DB)        |
| 小写 | a            | ā (U+0101)        | á (U+00E1) | ǎ (U+01CE)        | à (U+00E0)        |
| 小写 | e            | ē (U+0113)        | é (U+00E9) | ě (U+011B)        | è (U+00E8)        |
| 小写 | i            | ī (U+012B)        | í (U+00ED) | ǐ (U+01D0)        | ì (U+00EC)        |
| 小写 | o            | ō (U+014D)        | ó (U+00F3) | ǒ (U+01D2)        | ò (U+00F2)        |
| 小写 | u            | ū (U+016B)        | ú (U+00FA) | ǔ (U+01D4)        | ù (U+00F9)        |
| 小写 | ü (U+00FC)   | ǖ (U+01D6)        | ǘ (U+01D8) | ǚ (U+01DA)        | ǜ (U+01DC)        |
| 罕用音节 |              |                   |            |                   |                   |
| 大写 | Ê (U+00CA)   | Ê̄ (U+00CA U+0304) | Ế (U+1EBE) | Ê̌ (U+00CA U+030C) | Ề (U+1EC0)        |
| 大写 | M            | M̄ (U+004D U+0304) | Ḿ (U+1E3E) | M̌ (U+004D U+030C) | M̀ (U+004D U+0300) |
| 大写 | N            | N̄ (U+004E U+0304) | Ń (U+0143) | Ň (U+0147)        | Ǹ (U+01F8)        |
| 小写 | ê (U+00EA)   | ê̄ (U+00EA U+0304) | ế (U+1EBF) | ê̌ (U+00EA U+030C) | ề (U+1EC1)        |
| 小写 | m            | m̄ (U+006D U+0304) | ḿ (U+1E3F) | m̌ (U+006D U+030C) | m̀ (U+006D U+0300) |
| 小写 | n            | n̄ (U+006E U+0304) | ń (U+0144) | ň (U+0148)        | ǹ (U+01F9)        |
| 备注 1.^ 黄色底色代表Unicode没有单独编码码位给该字符，需要使用组合序列来表达该字符（如上示范）。 2.^ 灰色底色代表《现代汉语词典》内没有收录使用该拼音字符的字。 |              |                   |            |                   |                   |

另外，GBK于编码时把「ḿ」与「ǹ」分别转码至私人使用区的U+E7C7 () 与U+E7C8 ()，导致一些国标字体如中易宋体也将这两个音节映射进入私用区码位，一些输入法如RIME输入法与搜狗拼音输入法也在选择ḿ与ǹ时输出私用区字符，再加上GB 18030于编码时将ḿ、ǹ的映射码位对换，因此会有一些输入法和字体文件根据不同文件的码位定义而无法互相匹配，造成无法正确输入、输出这两个音节。
| 大写                                            | 小写       | 备注         | 示例[1]                |
| ----------------------------------------------- | ---------- | ------------ | ---------------------- |
| Ĉ (U+0108)                                      | ĉ (U+0109) | ch的简略写法 | 常可拼为ĉáŋ            |
| Ŝ (U+015C)                                      | ŝ (U+015D) | sh的简略写法 | 傷可拼为ŝāŋ            |
| Ẑ (U+1E90)                                      | ẑ (U+1E91) | zh的简略写法 | 張可拼为ẑāŋ            |
| Ŋ (U+014A)                                      | ŋ (U+014B) | ng的简略写法 | 讓可拼为ràŋ，嗯可拼为ŋ̀ |
| 备注 1.^ 示范简化拼法，如此简省拼式实际上罕用。 |            |              |                        |

汉语拼音内所使用的其他标点符号如下：
| 中文标点符号           | 拼音标点符号 | 使用方式                                               | 示例                                             |
| ---------------------- | ------------ | ------------------------------------------------------ | ------------------------------------------------ |
| 。(U+3002)             | . (U+002E)   | 标注句子结束。                                         | 你好。 Nǐ hǎo.                                   |
| ，(U+FF0C)/、 (U+3001) | , (U+002C)   | 表示句子停顿。                                         | 你，好吗？ Nǐ, hǎo ma?                           |
| —— (U+2014 U+2014)     | — (U+2014)   | 表示话题或语气的转变，声音的延长和解释要说明的语句等。 | 枢纽部分──中央大厅 shūniǔ bùfèn—zhōngyāng dàtīng |
| …… (U+2026 U+2026)     | … (U+2026)   | 标示原文省略。                                         | 我…… Wǒ…                                         |
|                        | · (U+00B7)   | 轻声符号。                                             | 吗 ·ma                                           |
|                        | - (U+002D)   | 连接相关意义的字。                                     | 公关 gōng-guān                                   |
|                        | ' (U+0027)   | 分开音节。                                             | 西安 Xī'ān （与先 xiān区分）                     |

其他标点符号应当依照GB/T 15834的规定使用相对应的西文标点符号。

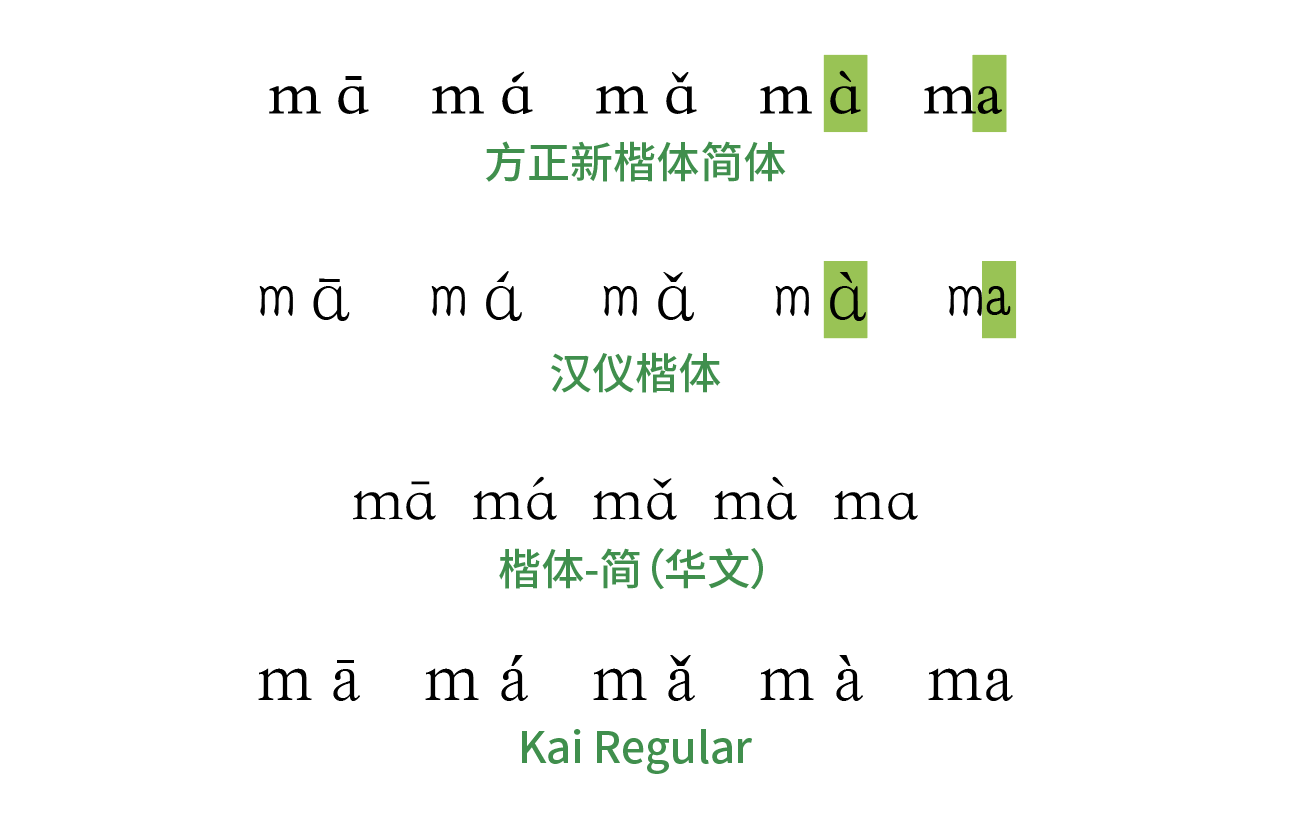
展示四款楷体内的单层a拼音。注意带调字母相对普通字母的字形与宽度

在教育界，某些字体会根据书写习惯将字母a和g设计成单层ɑ/ɡ，而遵从GB/T 2312的字体一般都将带调字母设计成单层a，可是却将普通字母设计成双层a，导致同字体内的设计不一。统一码（Unicode）并未提供官方区分单层a与单层g的独立编码，但因为国际音标（IPA）需要分开单层ɑ/ɡ与双层a/g，因此在需要使用单层a/g的情况下可使用国际音标的ɑ/ɡ。部分国标标准（GB/T 5007.1–85, GB 18030）和扩展标准（如ISO-IR-165）所新增的汉语拼音字母亦包含以下定义的字符。在日常使用时，毋需区分单层ɑ/ɡ与双层a/g。
| 字母 | 单层字母代表符号 | 备注                       |
| ---- | ---------------- | -------------------------- |
| a    | ɑ (U+0251)       | 国际音标 /ɑ/               |
| a    | α (U+03B1)       | 希腊字母阿拉法，不建议使用 |
| g    | ɡ (U+0261)       | 国际音标 /ɡ/               |

| 字母                                                                                             | 阴平              | 阳平              | 上声              | 去声              |
| ------------------------------------------------------------------------------------------------ | ----------------- | ----------------- | ----------------- | ----------------- |
| ɑ (U+03B1)                                                                                       | ᾱ (U+1FB1)        | ά (U+1F71)        | α̌ (U+03B1 U+030C) | ὰ (U+1F70)        |
| ɑ (U+03B1)                                                                                       | ɑ̄ (U+0251 U+0304) | ɑ́ (U+0251 U+0301) | ɑ̌ (U+0251 U+030C) | ɑ̀ (U+0251 U+0300) |
| 备注 1.^ 黄色底色代表Unicode没有单独编码码位给该字符，需要使用组合序列来表达该字符（如上示范）。 |                   |                   |                   |                   |

### 引用
1. ↑  . IANA.   [2024-03-13]. （原始内容存档于2017-11-12）.
2. ↑  赵守辉. . 北华大学学报(社会科学版). 2010, 11 (5): 30–35. ISSN 1009-5101. CNKI BHDX201005008. NCPSSD 2000011654.
3. ↑   . 维基文库. 2008. 六、海外華語教學原則，除使用注音符號者外，涉及採用羅馬拼音者，以採用漢語拼音為原則。七、其他中文譯音，除國際通用或特定詞、約定俗成者（如我國歷史朝代、地名、傳統習俗及文化名詞）外，以漢語拼音為準。
4. ↑  . 中央社. 2009-02-21  [2012-10-24]. （原始内容存档于2014-02-26） （中文（繁體））.
5. ↑  .   [2022-01-01]. （原始内容存档于2016-06-17）.
6. 1 2  . 2014-10-14  [2025-04-03].
7. ↑  . 《语文建设》. 2018, (7)  [2023-08-29].
8. ↑  王均主编. . 北京: 当代中国出版社. 1995. ISBN 7-80092-297-9.
9. ↑  . 人文与社会. 2006-12-05  [2023-08-28] （中文）.[]
10. ↑  . 中华人民共和国教育部. 2012-06-29. （原始内容存档于2016-03-04）.
11. ↑  王建富. . 沈阳市民政局. 2018-02-22  [2025-03-09]. （原始内容存档于2025-03-18）.
12. ↑  中华人民共和国国家测绘总局; 中国文字改革委员会.  (PDF). 中华人民共和国教育部. 1976-06  [2025-03-09]. （原始内容存档 (PDF)于2021-11-09）.
13. ↑  . 中华人民共和国教育部语言文字应用研究所.   [2013-03-07]. （原始内容存档于2010-11-22）.
14. 1 2  国家技术监督有关部门.  (PDF).   [2020-02-17]. （原始内容存档 (PDF)于2021-01-02）. （扫描件，文字版 （页面存档备份，存于））
15. ↑  . 中华人民共和国教育部. 2012-07-17. （原始内容存档于2021-03-09）.
16. 1 2  . 联合早报网. 2017-04-01.
17. ↑  刘明华. . 科学之友. 2008, (11): 126–127  [2018-12-08]. （原始内容存档于2021-04-16）.
18. 1 2  Tung, Bobby; Chen, Yijun; Liang, Hai; LIU, Eric Q.; Zhang, Aijie; Wu, Xiaoqian; Li, Angel; Ishida, Richard. . W3C.   [18 March 2016]. （原始内容存档于2016-04-19）.
19. ↑  厉致谦. . Type is Beautiful. 2009-04-17  [2017-02-19]. （原始内容存档于2018-03-17）.
20. ↑  Eric Q. LIU. . The Type.   [2020-06-04]. （原始内容存档于2020-10-01）.
21. ↑  王力. . 北京: 中华书局. 2002. ISBN 9787101008319.
22. ↑  汪德琪. 对规范儿化的争议. 江西师范大学学报（哲学社会科学版）. 1987年第3期. pp. 58–60
23. ↑  1958年 汉语拼音方案
24. ↑  《汉语拼音基础知识》林曦著 第35页
25. ↑   (PDF). 1984-12-25  [2021-12-11]. （原始内容存档 (PDF)于2021-12-11）. 凡过去关于汉语地名的汉语拼音字母拼写规定与此规则相矛盾的，均以此规则为准
26. 1 2 3 4 5  国家技术监督有关部门.  (PDF).   [2020-02-17]. （原始内容存档 (PDF)于2020-12-06）. （扫描件，文字版 （页面存档备份，存于））
27. ↑  .   [2011-04-15]. （原始内容存档于2014-07-14）.
28. ↑  .   [2012-08-23]. （原始内容存档于2012-11-27）.
29. 1 2 3 4 5 6  Eric Q. LIU. . The Type.   [2020-06-04]. （原始内容存档于2020-10-01）.
30. ↑  中国国家标准化管理委员会.  (PDF). 2012-06-29  [2018-02-18]. （原始内容存档 (PDF)于2020-12-06）.
31. ↑  林卯. . bangumi.tv.   [2020-06-04]. （原始内容存档于2021-04-16）.
32. ↑  Lunde, Ken Roger.  第二版. O'Reilly. 2008年十二月  [2022-05-05]. ISBN 978-0-596-51447-1. （原始内容存档于2011-08-29）.